# Women Painters of the World
Women Painters of the World, from the time of Caterina Vigri, 1413–1463, to Rosa Bonheur and the present day, es un libro compilado y editado por Walter Shaw Sparrow, que ofrece un panorama de las pintoras más conocidas hasta 1905, año de su publicación.
El objetivo del libro era probar que no había ninguna razón para decir que "las realizaciones de las pintoras eran de segundo orden". El libro comprende más de 300 imágenes de pinturas de más de 200 pintoras, la mayor parte de las cuales nacieron en el siglo XIX y ganaron medallas en diversas exposiciones internacionales. El libro es una obra de referencia para cualquiera que estudie el arte femenino a finales del siglo XIX.

## Lista de pintoras en el libro
- Louise Abbéma
- Madame Abran (Marthe Abran (1866-1908)
- Georges Achille-Fould
- Helen Allingham
- Anna Alma-Tadema
- Laura Theresa Alma-Tadema
- Sophie Gengembre Anderson
- Helen Cordelia Angell
- Sofonisba Anguissola
- Christine Angus
- Berthe Art
- Gerardina Jacoba van de Sande Bakhuyzen
- Antonia de Bañuelos y Thorndike
- Rose Maynard Barton
- Marie Bashkirtseff
- Jeanna Bauck
- Amelia Bauerle
- Mary Beale
- Lady Diana Beauclerk
- Cecilia Beaux
- Marie-Guillemine Benoist
- Marie Bilders-van Bosse
- Lily Blatherwick
- Tina Blau
- Nelly Bodenheim
- Rosa Bonheur
- Marie-Geneviève Bouliard
- Madame Bovi[1]
- Olga Boznanska
- Louise Catherine Breslau
- Elena Brockmann
- Jennie Augusta Brownscombe
- Anne Frances Byrne
- Katharine Cameron
- Mary Cameron
- Marie Gabrielle Capet
- Margaret Sarah Carpenter
- Madeleine Carpentier
- Rosalba Carriera
- Mary Cassatt
- Marie Cazin
- Francine Charderon
- Marian Emma Chase
- Zoé-Laure de Chatillon
- Jeanne-Élisabeth Chaudet
- Lilian Cheviot
- Mlle. Claudie
- Christabel Cockerell
- Marie-Amélie Cogniet
- Uranie Alphonsine Colin-Libour
- Jacqueline Comerre-Paton
- Cornelia Conant
- Delphine Arnould de Cool-Fortin
- Diana Coomans
- Maria Cosway
- Amelia Curran
- Louise Danse
- Héléna Arsène Darmesteter
- Maria Davids
- Césarine Davin-Mirvault
- Evelyn De Morgan
- Jane Mary Dealy
- Virginie Demont-Breton
- Marie Destrée-Danse
- Margaret Isabel Dicksee
- Agnese Dolci
- Angèle Dubos
- Victoria Dubourg
- Clémentine Hélène Dufau
- Mary Elizabeth Duffield-Rosenberg
- Maud Earl
- Marie Ellenrieder
- Alix-Louise Enault
- Alice Maud Fanner
- Catherine Maria Fanshawe
- Jeanne Fichel
- Rosalie Filleul
- Fanny Fleury
- Julia Bracewell Folkard
- Lavinia Fontana
- Elizabeth Adela Forbes
- Eleanor Fortescue-Brickdale
- Consuélo Fould
- Victoria del Reino Unido (1840-1901)
- Elizabeth Jane Gardner
- Artemisia Gentileschi[2]
- Diana Scultori
- Ketty Gilsoul-Hoppe
- Marie-Éléonore Godefroid
- Eva Gonzalès
- Maude Goodman
- Mary L. Gow
- Kate Greenaway
- Rosina Mantovani Gutti
- Gertrude Demain Hammond
- Emily Hart
- Hortense Haudebourt-Lescot
- Alice Havers
- Ivy Heitland
- Catharina van Hemessen
- Matilda Heming
- Mrs. John Herford
- Emma Herland
- E. Baily Hilda
- Dora Hitz
- A. M. Hobson
- Adrienne van Hogendorp-s' Jacob
- Lady Holroyd
- Amelia Hotham
- M. J. A. Houdon
- Joséphine Houssay
- Barbara Elisabeth van Houten
- Sina Mesdag van Houten
- Julia Beatrice How
- Mary Young Hunter
- Helen Hyde
- María de la Paz de Borbón
- Blanche Jenkins
- Marie Jensen
- Louisa Jopling
- Angelica Kauffmann
- Lucy Kemp-Welch
- Jessie M. King
- Elisa Koch
- Käthe Kollwitz
- Adélaïde Labille-Guiard
- Ethel Larcombe
- Hermine Laucota
- Madame Le Roy
- Louise-Émilie Leleux-Giraud
- Judith Leyster
- Bárbara Longhi
- Luisa del Reino Unido (1848-1939)
- Marie Seymour Lucas
- Marie Lucas Robiquet
- Vilma Lwoff-Parlaghy
- Ann Macbeth
- Biddie Macdonald
- Jessie Macgregor
- Violet Manners, Duquesa de Rutland
- Marie Antoinette Marcotte
- Madeline Marrable
- Edith Martineau
- Caroline de Maupeou
- Constance Mayer
- Anne Mee
- Margaret Meen
- Maria S. Merian
- Anna Lea Merritt
- Georgette Meunier
- Eulalie Morin
- Berthe Morisot
- Mary Moser
- Marie Nicolas
- Beatrice Offor
- Adeline Oppenheim Guimard
- Blanche Paymal-Amouroux
- Marie Petiet
- Constance Phillott
- Maria Katharina Prestel
- Henrietta Rae
- Suor Barbara Ragnoni
- Catharine Read
- Marie Magdeleine Real del Sarte
- Flora Macdonald Reid
- Maria G. Silva Reis
- Mrs. J. Robertson
- Suze Robertson
- Ottilie Roederstein
- Juana Romani
- Adèle Romany
- Jeanne Rongier
- Henriëtte Ronner-Knip
- Baroness Lambert de Rothschild
- Sophie Fremiet
- Rachel Ruysch
- Eugénie Salanson
- Adelheid Salles-Wagner
- Amy Sawyer
- Helene Schjerfbeck
- Félicie Schneider
- Anna Maria van Schurman
- Thérèse Schwartze
- Francesca Stuart Sindici
- Elisabetta Sirani
- Sienese Nun Sister A
- Sienese Nun Sister B
- Minnie Smythe
- Élisabeth Sonrel
- Lavinia, Countess Spencer
- M. E. Edwards Staples
- Louisa Starr
- Marianne Stokes
- Elizabeth Strong
- Mary Ann Rankin (Mrs. J. M. Swan)
- Annie Swynnerton
- E. De Tavernier
- Elizabeth Templetown
- Ellen Thesleff
- Elizabeth Thompson
- Maria Tibaldi m. Subleyras
- Frédérique Vallet-Bisson
- Caroline de Valory
- Mlle. de Vanteuil[3]
- Marie Louise Élisabeth Vigée Lebrun
- Catalina de Bolonia
- Louisa Lady Waterford
- Hermine Waternau
- Caroline Watson
- Cecilia Wentworth
- E. Wesmael
- Florence White
- Maria Wiik
- Julie Wolfthorn
- Juliette Wytsman
- Annie Marie Youngman
- Jenny Zillhardt